# Tatsuo Suzuki

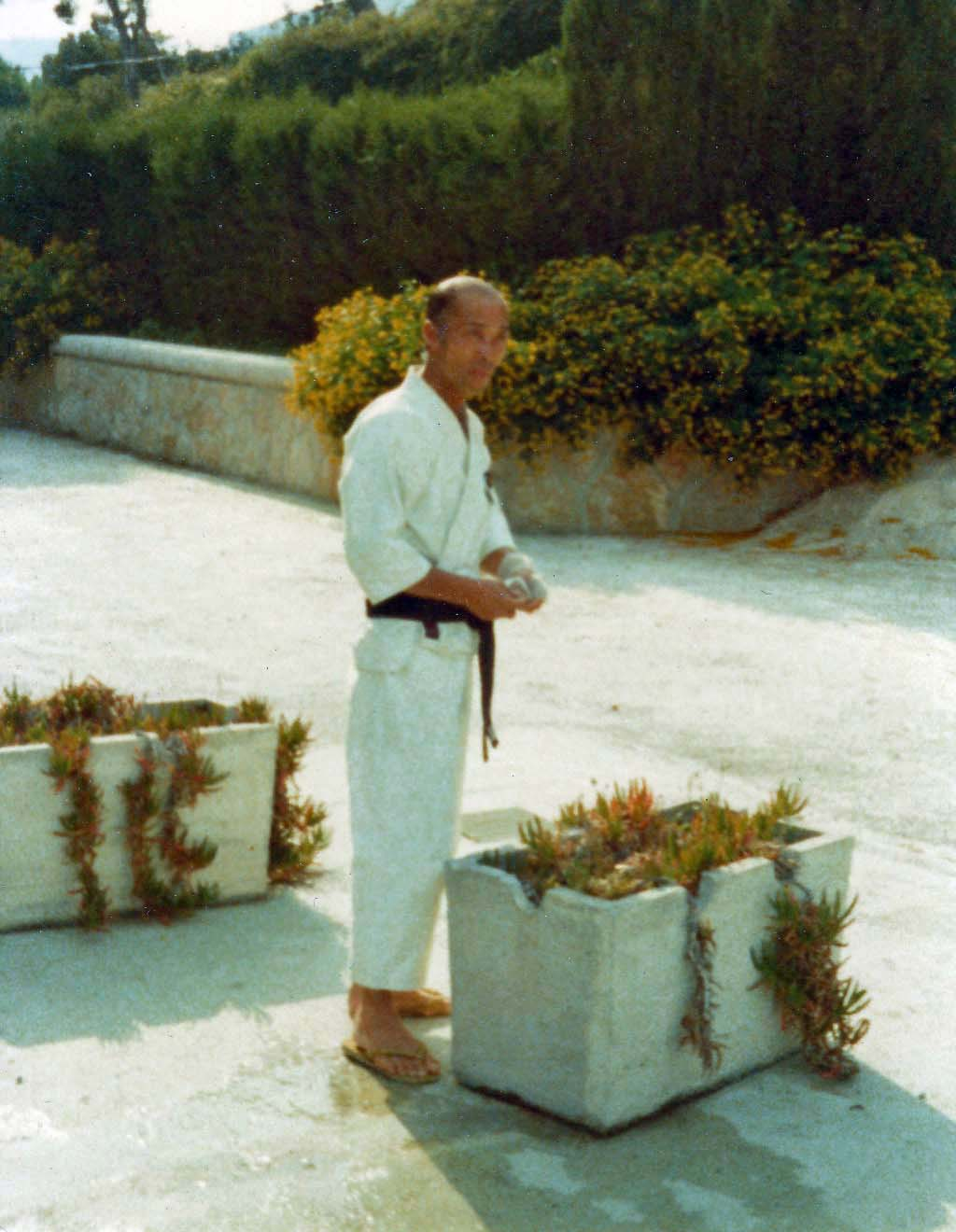
Tatsuo Suzuki (1975)

Tatsuo Suzuki (jap. 鈴木 辰夫, Suzuki Tatsuo; * 27. April 1928 in Yokohama, Japan; † 12. Juli 2011) war ein Karate-Großmeister, der ab Mitte der 1960er Jahre die Stilrichtung Wadō-Ryū nach Europa brachte und verbreitete.

## Lebenslauf
Suzuki begann als Schüler mit Kendo und kam im Alter von 14 Jahren zum Karate. In der Zeit von 1945 bis 1956 trainierte er beim Stilrichtungsgründer Hironori Ōtsuka, von dem er 1951 im Alter von nur 24 Jahren den 5. Dan erhielt.
Ab 1964 begann Suzuki mit anderen Karatemeistern Wadō-Ryū in Europa und Amerika in Form von Demonstrationen und Lehrgängen zu verbreiten. Ein Jahr später zog er nach England, wo er im Januar 1968 die erste Wadō-Ryū-Vereinigung UKKF (United Kingdom Karate-do Federation) gründete, die 1971 über 2000 Mitglieder in über 80 Vereinen zählte. Seine Organisation wurde 1991 in die Wado International Karate-Do Federation (WIKF) umbenannt.
Tatsuo Suzuki bildete gemeinsam mit Teruo Kono europäische Wettkampfsportler aus. Er leitete bis zu seinem Tod technische Karate-Seminare in Europa.
Neben Karate praktizierte Suzuki seit 1950 Zen-Meditation.

## Veröffentlichungen
- Tatsuo Suzuki: Karate-Do, Pelham Books 1967, ISBN 978-0-720701-44-9

## Bibliographie
- Tatsuo Suzuki: Suzuki - The fullness of a life in karate. 2009, ISBN 1-44-152484-3